# Двадцять третя поправка до Конституції США

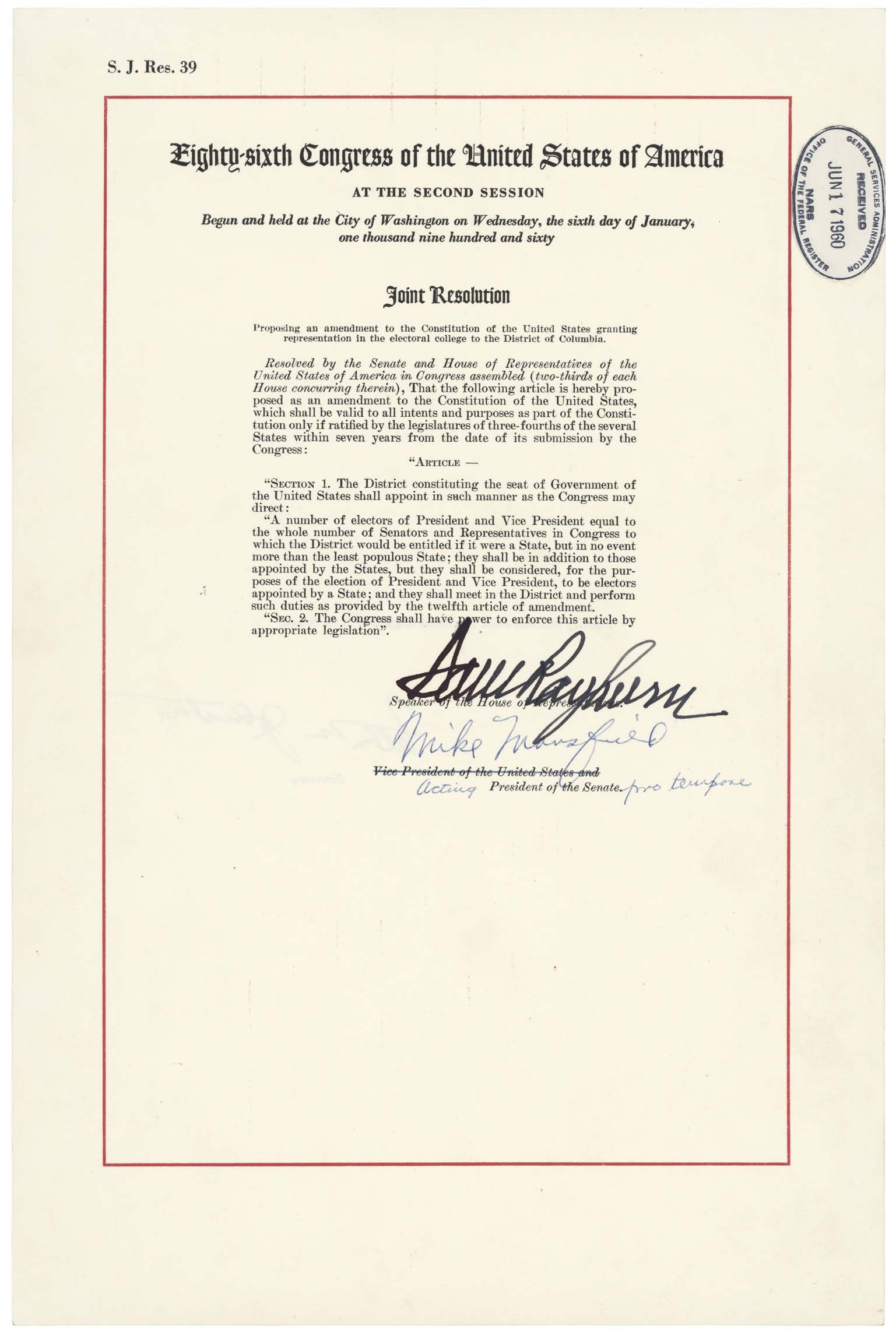
Двадцять третя поправка до Конституції США

Двадцять третя поправка до Конституції США (англ. Twenty-third Amendment to the United States Constitution) вступила в силу 29 березня 1961 року. Вона забезпечувала виборчі права місту Вашингтон та округу Колумбія.

## Текст поправки
| 1. Округа, що становить осідок уряду Сполучених Штатів, має призначати у визначений Конгресом спосіб таку кількість вибірників Президента і Віце-президента, що дорівнює загальній кількості сенаторів і представників у Конгресі, яку мала б право обирати ця округа, якби була штатом, але в жодному випадку не більшу, ніж штат з найменш чисельною людністю; вибірників треба додавати до призначених штатами, але не вважати за вибірників, призначених штатом для обрання Президента і Віце-президента; і вони повинні збиратися на території округи і виконувати свої обов'язки згідно з Дванадцятою поправкою до Конституції. 2. Конгрес має право забезпечувати виконання цієї статті відповідним законодавством. Оригінальний текст (англ.) 1. The District constituting the seat of Government of the United States shall appoint in such manner as the Congress may direct: A number of electors of President and Vice President equal to the whole number of Senators and Representatives in Congress to which the District would be entitled if it were a State, but in no event more than the least populous State; they shall be in addition to those appointed by the States, but they shall be considered, for the purposes of the election of President and Vice President, to be electors appointed by a State; and they shall meet in the District and perform such duties as provided by the twelfth article of amendment. 1. The Congress shall have power to enforce this article by appropriate legislation. |

## Передісторія
Норми Конституції Сполучених Штатів щодо складу Палати представників та Сенату чітко виділяють місця штатам і жодним іншим структурам. Аналогічно виборці до Колегії виборщиків розподіляються по штатах, а не по територіях чи федеральному округу. Основна згадка про федеральний округ міститься в Статті I, Розділі 8 Конституції, яка надає Конгресу повноваження "здійснювати у всіх випадках виняткову законодавчу владу в наданому якомусь із штатів окрузі (що не перевищує десяти квадратних миль), який зі схвалення Конгресу стане місцеперебуванням Уряду Сполучених Штатів." На початку існування Округу він був занадто малим і сільським, щоб  все-таки заслужити гіпотетичне місце в Палаті представників, з населенням менш, ніж 30 000 осіб.
У 1888 році сенатор Генрі Блер з Нью-Гемпширу в Конгрес вніс законопроєкт про внесення змін до Конституції, щоб надати округу Колумбія права голосу на виборах президента, але він не пройшов. Теодор В. Нойєс, письменник, опублікував у "Washington Evening Star" ряд історій на підтримку виборчих прав округу Колумбія. Нойес також допоміг створити Громадський комітет з питань національного представництва в окрузі Колумбія, громадьку групу, яка займалася лобіюванням для прийняття Конгресом поправки, що розширює виборчі права Округу Колумбія. Нойс загинув у 1946 році, але Громадський комітет продовжував діяти далі, і питання виборчих прав округу стало розглядатись як рух, аналогічний руху за громадянські права. 
Між прихильниками більшої влади для округу стався розкол десь після Другої світової війни. Evening Star, розвиваючи ідею Нойєса, підтримувала представництво Округу Колумбія в Конгресі та Колегію виборщиків, але виступала проти "домашнього правління" (місцеві вибори мерів та рад, які мають фактичну владу, а не пряме управління Конгресом). The Washington Post, в свою чергу, підтримувала "домашнє правління" та рух за громадянські права, однак виступала проти повноцінного представництва Округу.
Окрім того, хоча багато людей, які очолювали цей рух, були ліберальними демократами, Округ Колумбія у 50-х роках був досить збалансованим у своєму потенційному впливі на голосування; демократи мали лише незначне перевагу перед республіканцями, хоча республіканці Округу у 1950-х роках були ліберальними за національними мірками. 
Таким чином, поправка про розширенню права голосу Округу могла отримати двупартійну підтримку шляхом, який став би більш важким пізніше. За даними перепису 1940 року тільки 28% Округу было афроамериканцським, а черношкіре населення було молодшим порівняно з іншими жителями, що робило електорат ще меншим через виборчий вік, встановлений у 21 рік.
Під час перепису 1960 року цей показник зріс до 54%, але за даними політичного науковця Клемента Восе "різні чинники - недосвідченість у голосуванні, обмеження в освіті, вимоги до місця проживання, закони про добробут і соціальний остракізм до Закону про права виборців 1965 року - мінімізували чорну реєстрацію та голосування".

## Пропозиція та ратифікація

### ПрийняттяКонгресом
Спільна Резолюція-39 Сенату яка згодом стане Двадцять третьою поправкою, була представлена в 1959 році сенатором Демократичної партії від штату Теннессі Естесом Кефаувером. Його пропозиція передбачала б надзвичайне функціонування Конгресу та безперервність законодавчого процесу шляхом надання дозволу губернаторам заповнювати вакантні посади в Палаті представників "будь-якої дати, коли загальна кількість вакансій ... перевищує половину дозволеного складу". Повноваження, отримані губернатором, мали б бути обмеженими до 60 днів, і призначений виконував би ці повноваження до тих пір, поки не був обраний наступник на спеціальних виборах. Законопроєкт було внесено до Сенату двічі. Одне додане положення, запропоноване республіканцем зі штату Нью-Йорк Кеннетом Кітінгом, надав би округу Колумбія голоси на національних виборах та делегата(-ів), що не має права голосу, в Палаті. Інше положення, запропоноване демократом Флориди Спенсардом Голландом , скасувало би подушний податок чи інший майновий ценз як необхідну умову для голосування на федеральних виборах. Сенат проголосував за SJR-39 в цій формі з трьома поправками 2 лютого 1960 року, з голосами 70 проти 18, та надіслав його до Палати.
Комітет з питань судової влади Палати представників, відмінивши положення щодо виборчого податку та положення про надзвичайні повноваження Палати представників SJR-39, направив власну пропозицію, Спільну резолюцію № 757 Палати, присвячену виключно президентським виборцям в окрузі Колумбія, до Палати на розгляд. Воно було прийнято в Палаті без поправок шляхом голосування 14 червня 1960 р. Потім, за одностайною згодою, текст HJR-757 був вставлений до SJR-39, оригінальний текст якого було видалено. Сенат прийняв переглянуту резолюцію 16 червня 1960 р..

### Ратифікація штатами

Ратифікували поправку, 1960–1961 рр.
Ратифікували поправку після її сертифікації
Відхилили поправку
Не вжито жодних заходів

Щоб набути чинності як частина Конституції, Двадцять третю поправку потрібно було ратифікувати законодавчими органами 3/4 штатів (38 після прийняття Аляски та Гаваїв до США в 1959 році) протягом семи років з дня її подання до штатів Конгресом (16 червня 1967 р.). Президент Ейзенхауер разом із обома основними кандидатами в партії на президентських виборах 1960 року , віце-президентом Річардом Ніксоном та сенатором Джоном Ф. Кеннеді від штату Массачусетс підтримали цю пропозицію. Прихильники поправок провели ефективну ратифікаційну кампанію, залучаючи осіб майже в усіх штатах до участі в її затвердженні.
Наступні штати ратифікували поправку
Гаваї - 23 червня 1960 року,
Массачусетс - 22 серпня 1960 року,
Нью-Джерсі - 19 грудня 1960 року,
Нью-Йорк - 17 січня 1961 року,
Каліфорнія - 19 січня 1961 року,
Орегон - 27 січня 1961 року,
Меріленд - 30 січня 1961 року,
Айдахо - 31 січня 1961 року,
Мен - 31 січня 1961 року,
Міннесота - 31 січня 1961 року,
Нью-Мексико - 1 лютого 1961 року,
Невада - 2 лютого 1961 року,
Монтана - 6 лютого 1961 року,
Колорадо - 8 лютого 1961 року,
Вашингтон - 9 лютого 1961 року,
Західна Вірджинія - 9 лютого 1961 року,
Аляска - 10 лютого 1961 року,
Вайомінг - 13 лютого 1961 року,
Південна Дакота - 14 лютого 1961 року (дата подання на посаду Державного секретаря Південної Дакоти),
Делавер - 20 лютого 1961 року,
Юта - 21 лютого 1961 року,
Вісконсін - 21 лютого 1961 року,
Пенсільванія - 28 лютого 1961 року,
Індіана - 3 березня 1961 року,
Північна Дакота - 3 березня 1961 року,
Теннессі - 6 березня 1961 року,
Мічиган - 8 березня 1961 року,
Коннектикут - 9 березня 1961 року,
Арізона - 10 березня 1961 року,
Іллінойс - 14 березня 1961 року,
Небраска - 15 березня 1961 року,
Вермонт - 15 березня 1961 року,
Айова - 16 березня 1961 року,
Міссурі - 20 березня 1961 року,
Оклахома - 21 березня 1961 року,
Род-Айленд - 22 березня 1961 року,
Канзас - 29 березня 1961 року,
Огайо - 29 березня 1961 року.
Ратифікація була завершена 29 березня 1961 року через 9 місяців і 12 днів після того, як її запропонував Конгрес. Згодом цю поправку ратифікували наступні штати:
Нью-Гемпшир - 30 березня 1961 р. (Дата в офіційному повідомленні; їй передує ратифікація 29 березня 1961 р. як 37-го штату, що ратифікував, що була скасована та повторена пізніше того ж дня.), Алабама - 11 квітня 2002 року.
3 квітня 1961 р. Джон Л. Мур, Адміністратор загальних служб , підтвердив, що поправка була прийнята необхідною кількістю штатів і стала частиною Конституції.
Поправку було відхилено Арканзасом 24 січня 1961 року. Дев'ять штатів не вживали жодних заходів щодо внесення змін: Флорида, Кентуккі, Міссісіпі, Джорджія, Південна Кароліна, Луїзіана, Техас, Північна Кароліна та Вірджинія.

## Політичний вплив
Хоч під час проходу поправки у 1961 році Округ Колумбія сприймався як політично нейтральний і лиш трохи схильний до лібералізації, в подальші роки цей округ Округ різко схилився в сторону Демократичної партії.
Афроамериканці голосували в більшій кількості, ніж вони це робили в 1940-х та 1950-х рр., із усуненням обмежень на голосування їхня частина в електораті округу зросла - згідно перепису 1970 р. - до 71% виборців були неграми.

Карта результатів президентських виборів 1984 року
Підтримали Рональда Рейгана (республіканець)
Підтримали Волтера Мондейла (демократ)

Відповідно, округ надсилає свої 3 виборчих голоси кандидату від Демократичної партії на кожних виборах президента з 1964 року, включаючи Президентські вибори у США 1984, коли президент Рейган переобрався: лише округ Колумбія та Міннесота проголосувала за кандидата від демократів Волтера Мондейла.
Виборчі голоси округу ще не мали вирішального значення на виборах президента. Найменшу більшість в Колегії виборщиків, виграних президентом-демократом після ратифікації Двадцять третьої поправки, становила 57 голосів, що були досягнуті Джиммі Картером у 1976 році (297 голосів проти 240).
Двадцять третьою поправкою не були затронуті паралельні питання: представництва в Конгресі Округу Колумбія та "домашнє правило" для Округу. 24 грудня 1973 року Конгресом було ухвалено Закон "Про самоуправління округу Колумбія", який започаткував виборний пост - мера, і за яким було обрано 13 членів до Ради Округу Колумбія. 
Ці посадові особи були уповноважені приймати закони та адміністративну політику для Округу, хоча Конгрес зберігав право вето, якби він вирішив б втрутитися. 23 березня 1971 р. Президент Ніксон підписав Закон про делегатів від Округу Колумбія, який уповноважував виборців у окрузі обирати одного голосуючого делегата для представлення їх у Палаті Представників. 
22 серпня 1978 року Конгрес представив Поправку до виборчих прав Округу Колумбія штатам для ратифікації. 
Ця важлива пропозиція надала б Округу Колумбія повне представництво в Конгресі Сполучених Штатів, як ніби він був штатом, скасував Двадцять третю поправку та надав округу повне представництво в Колегії виборщиків плюс участь у процесі внесення поправок до Конституції, як ніби цей Округ був би штатом. 
Однак поправка не стала частиною Конституції, оскільки не була ратифікована необхідною кількістю штатів (38) до її ратифікаційного терміну 22 серпня 1985 року. Кампанія за запропоновану поправку наштовхнулася на набагато гостріше консервативне протистояння через відкритий і очевидний факт, що до 1978 р. запропонована поправка протягом певного часу фактично гарантувала б двох сенаторів-демократів; поправка також піддавалася критиці з різних інших підстав, її не ратифікували навіть кілька "ліберальних" штатів